# Boris Gulko
Boris Gulko (em russo:  Борис Францевич Гулько; Erfurt, 9 de fevereiro de 1947) é um jogador de xadrez dos Estados Unidos com participação nas Olimpíadas de xadrez. Gulko defendeu a equipe da União Soviética em Buenos Aires 1978 ajudando a equipe a conquistar a medalha de prata. A partir de 1988, passou a defender a equipe dos Estados Unidos, e ajudou a equipe a conquistar duas medalhas de prata (Novi Sad 1990 e Elista 1998) e uma de bronze em Yerevan 1996.